# Cyatheales
Ver Pteridophyta para una introducción a las plantas vasculares sin semilla
Cyatheales es el nombre de un taxón de helechos perteneciente a la categoría taxonómica de orden. Como circunscripto por la moderna clasificación de Christenhusz et al. 2011 es monofilético. Comúnmente se les llama helechos arbóreos o helechos arborescentes.

## Taxonomía
Introducción teórica en Taxonomía
La clasificación más actualizada es la de Christenhusz et al. 2011 (basada en Smith et al. 2006, 2008); que también provee una secuencia lineal de las licofitas y monilofitas.
- - Orden M. Cyatheales A.B.Frank en J.Leunis, Syn. Pflanzenk., ed. 2,  3: 1452 (1877). Sinónimos: Dicksoniales Pic.Serm. ex Reveal, Phytologia 74: 175 (1993). Hymenophyllopsidales Pic.Serm. ex Reveal, Phytologia 74: 175 (1993). Loxsomatales Pic.Serm. ex Reveal, Phytologia 74: 175 (1993). Plagiogyriales Pic.Serm. ex Reveal, Phytologia 74: 176 (1993). Metaxyales Doweld, Tent. Syst. Pl. Vasc. (Tracheophyta): 12. (2001).

8 familias. Referencias: Holttum & Sen (1961), Korall et al. (2006a).
- -     - Familia 18. Thyrsopteridaceae C.Presl, Gefässbündel Farrn: 22, 38 (1847), como ‘Thyrsopterideae’.

1 género (Thyrsopteris). Referencias: Boodle (1915), Sen & Rahaman (1999).
- -     - Familia 19. Loxsomataceae C.Presl, Gefässbündel Farrn: 31 (1847), como ‘Loxsomaceae’.

2 géneros. (Loxsoma, Loxsomopsis). Referencias: Bower (1923), Lehnert et al. (2001).
Nota: El nombre ‘Loxoma’ fue un error de ortografía y fue corregido a Loxsoma (Hooker 1838).
- -     - Familia 20. Culcitaceae Pic.Serm., Webbia 24: 702 (1970).

1 género (Culcita). Referencia: Sen (1968).
- -     - Familia 21. Plagiogyriaceae Bower, Ann. Bot. (London) 40: 484 (1926).

1 género (Plagiogyria). Referencia: Zhang & Nooteboom (1998).
- -     - Familia 22. Cibotiaceae Korall in A.R.Sm. et al., Taxon 55: 712 (2006).

1 género (Cibotium). Referencia: Smith et al. (2006a).
- -     - Familia 23. Cyatheaceae Kaulf., Wesen Farrenkr.: [119] (1827). Sinónimos: Alsophilaceae C.Presl, Gefässbündel Farrn: 22 (1847). Hymenophyllopsidaceae Pic.Serm., Webbia 24: 712 (1970).

4 géneros ( Alsophila, Cyathea, Gymnosphaera, Sphaeropteris). Referencias: Christenhusz (2009b), Conant et al. (1995, 1996), Conant & Stein (2001), Janssen et al. (2008), Korall et al. (2006a), Lantz et al. (1999), Lehnert (2006, 2008, 2009), Marquez (2010), Stein et al. (1996), Wang et al. (2003).
- -     - Familia 24. Dicksoniaceae M.R.Schomb., Reis. Br.-Guiana (Ri. Schomburgk) 2: 1047 (1848). Sinónimo: Lophosoriaceae Pic.Serm., Webbia  24: 700 (1970).

3 géneros (Calochlaena, Dicksonia, Lophosoria). Referencias: Churchill et al. (1998), Lehnert (2006), White & Turner (1988).
- -     - Familia 25. Metaxyaceae Pic.Serm.,  Webbia 24: 701 (1970).

1 género ( Metaxya). Referencias: Qiu  et al. (1995), Sen (1969), Smith et al. (2001).

### ClasificaciónsensuSmithet al.2006
Ubicación taxonómica:
Plantae (clado), Viridiplantae, Streptophyta, Streptophytina, Embryophyta, Tracheophyta, Euphyllophyta, Monilophyta, Clase Polypodiopsida, Orden Cyatheales.
Sinónimo: "Helechos arborescentes y afines".
Incluido Dicksoniales, Hymenophyllopsidales, Loxomatales, Metaxyales, Plagiogyriales.
8 familias:
- Thyrsopteridaceae
- Loxomataceae
- Culcitaceae
- Plagiogyriaceae
- Cibotiaceae
- Cyatheaceae
- Dicksoniaceae
- Metaxyaceae

## Filogenia
Introducción teórica en Filogenia
Monofilético (Hasebe et al. 1995, Wolf et al. 1999, Pryer et al. 2004b).
Cibotiaceae, Dicksoniaceae, Cyatheaceae y Metaxyaceae, forman el clado del "núcleo de los helechos arborescentes" ("core tree ferns").

## Caracteres
Con las características de Pteridophyta.
Las familias de este orden poseen una relación muy cercana entre ellas, según los estudios moleculares ya citados, sin embargo el orden no posee caracteres morfológicos conspicuos que lo caractericen; algunas especies tienen tallo formando un estípite, otras tienen rizomas rastreros. Algunas tienen solamente pelos en los tallos y hojas, otras tienen escamas. Los soros son abaxiales o marginales, indusiados o sin indusio. Las esporas son globosas o tetraedro-globosas, con marca trilete. Los gametófitos son verdes, cordados.